# Silezia Superioară

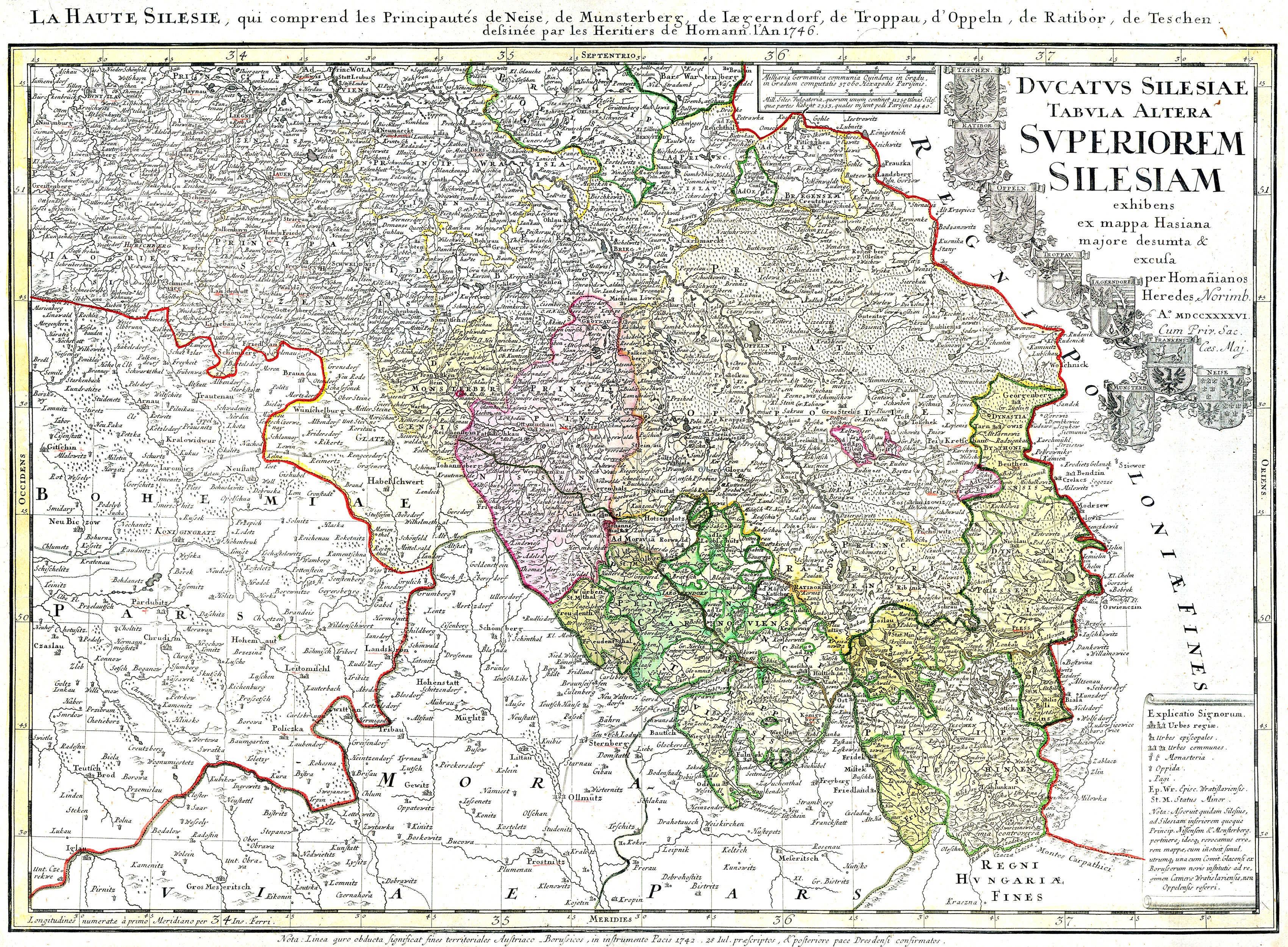
Hartă a Sileziei Superioare, 1746

Silezia Superioară ori, mai rar, Silezia de Sus (în cehă Horní Slezsko, în germană Oberschlesien, în germana sileziană: Oberschläsing, în latină Silesia Superior, în poloneză Górny Śląsk; în sileziană: Gōrny Ślōnsk) este partea de sud-est a regiunii istorice și geografice Silezia.
În prezent, după reforma administrativă din 1999, constituie voievodatul polonez Silezia.

## Orasele principale
- Katowice (354.200)
- Ostrava (320.000), Cehia
- Bytom (227.600)
- Gliwice (214.000)
- Zabrze (201.600)
- Bielsko-Biała (196.307)
- Ruda Śląska (166.300)
- Rybnik (144.300)
- Tychy (140.900)
- Opole (130.600)
- Chorzów (125.800)
- Jastrzębie Zdrój (103.500)
- Havířov (85.000), Cehia
- Mysłowice (80.000)
- Siemianowice Śląskie (78.100)
- Kędzierzyn-Koźle (70.700)
- Tarnowskie Góry (67.200)
- Piekary Śląskie (67.200)
- Żory (66.300)
- Racibórz (65.100)
- Karviná (64.200), Cehia
- Opava (62.000), Cehia
- Świętochłowice (59.600)
- Wodzisław Śląski (50.500)
- Nysa (49.000)
- Mikołów (38.900)
- Cieszyn (37.300)
- Orlová (35.900), Cehia
- Czechowice-Dziedzice (35.600)
- Pszczyna (34.600)
- Kluczbork (26.900)
- Lubliniec (26.900)
- Český Těšín (26.300), Cehia
- Krnov (25.400), Cehia
- Prudnik (24.300)
- Rydułtowy (24.100)
- Łaziska Górne (23.000)
- Bohumín (22 894), Cehia
- Bieruń (22.100)
- Pyskowice (21.900)
- Strzelce Opolskie (21.900)

## Imagini

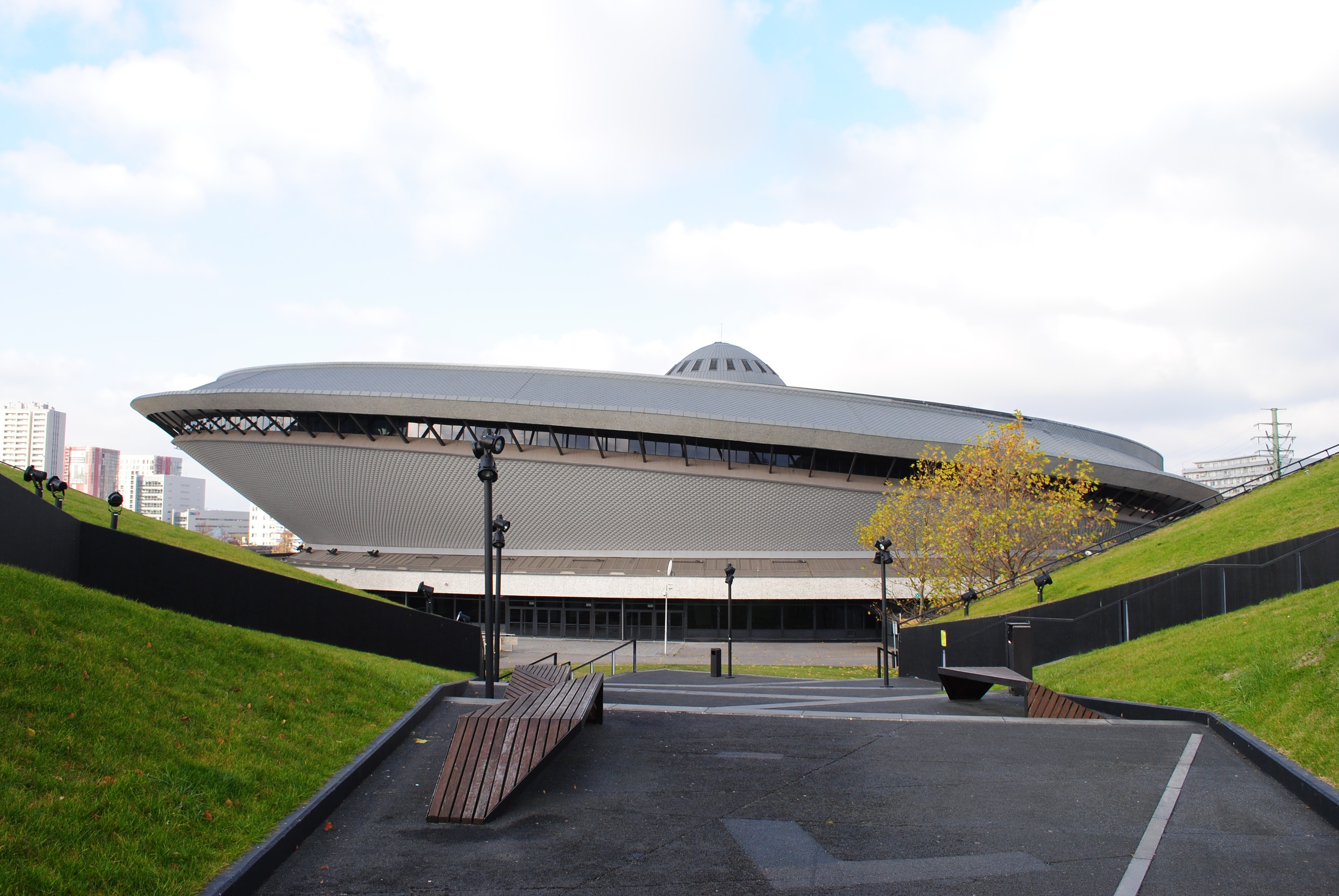
Katowice
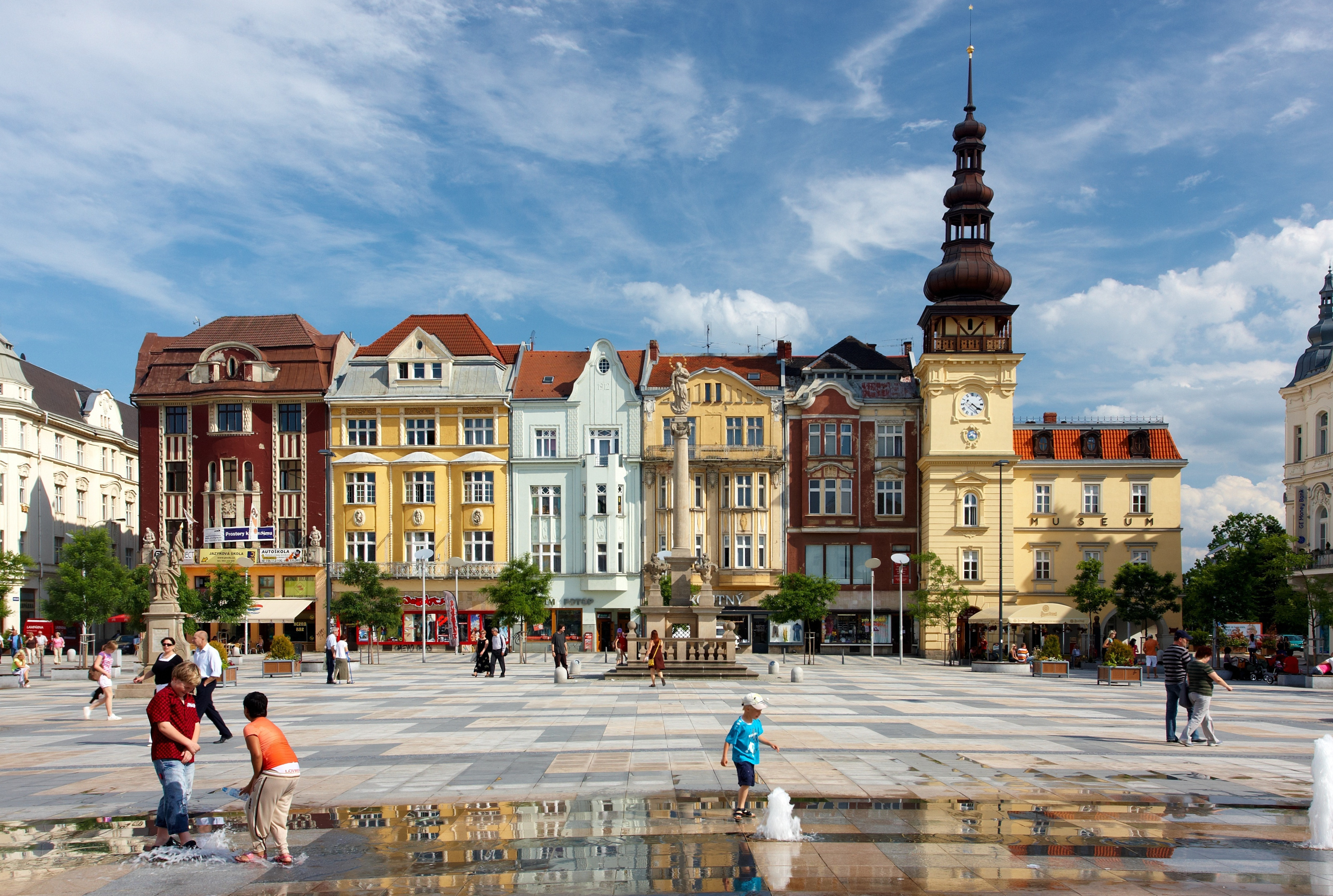
Ostrava
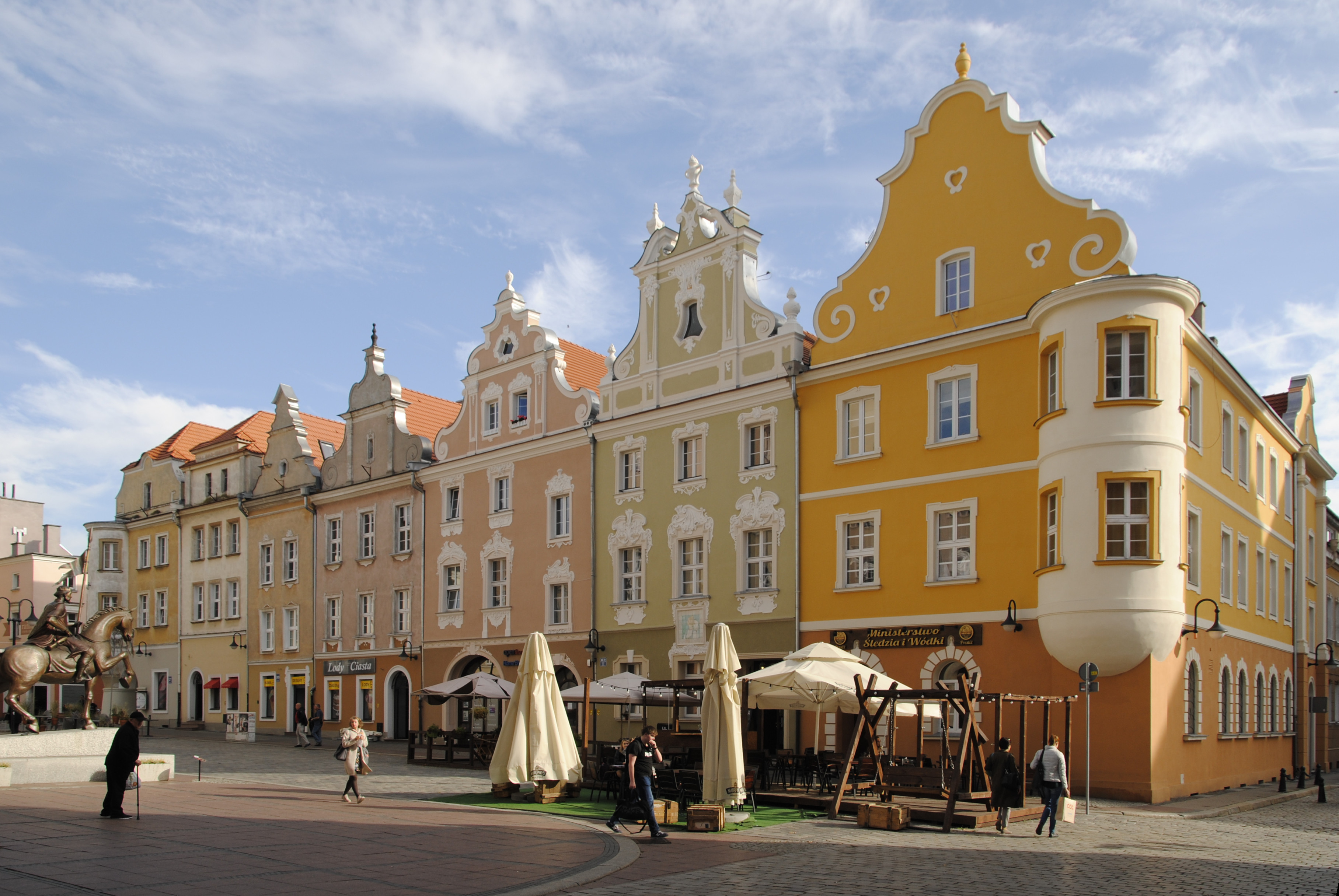
Opole
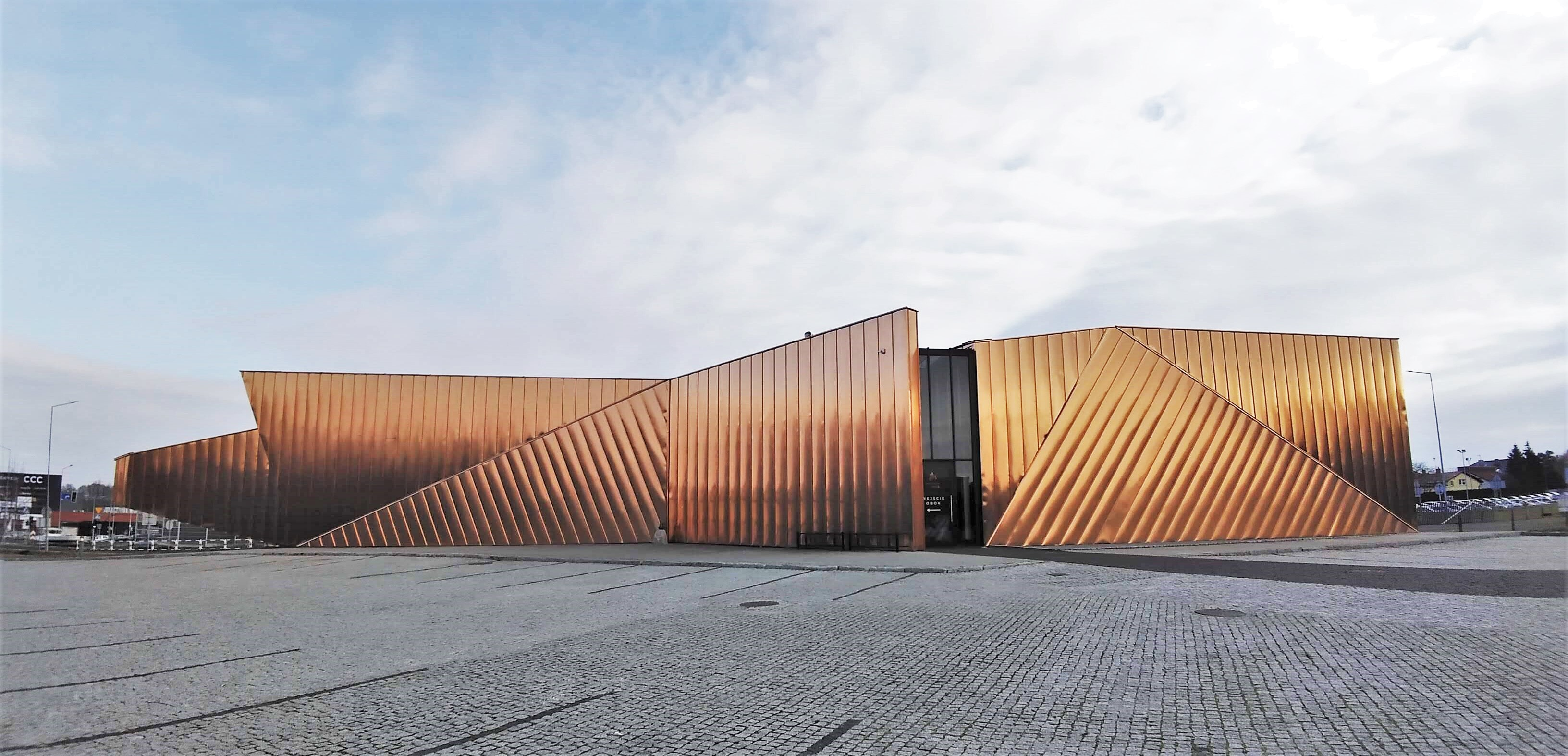
Żory